# Wolfgang Seidel
Wolfgang Paul Heinz Seidel (Dresda, 4 luglio 1926 – Monaco di Baviera, 1º marzo 1987) è stato un pilota di Formula 1 tedesco.

## Risultati in Formula 1
| 1953 | Scuderia       | Vettura    |  |  |  |  |  |  |    |  |  |  |  |  |  |  |  |  |  |  |  |  |  |  |  |  | Punti | Pos. |
| ---- | -------------- | ---------- |  |  |  |  |  |  | -- |  |  |  |  |  |  |  |  |  |  |  |  |  |  |  |  |  | ----- | ---- |
| 1953 | Pilota Privato | Veritas RS |  |  |  |  |  |  | 16 |  |  |  |  |  |  |  |  |  |  |  |  |  |  |  |  |  | 0     |      |

| 1958 | Scuderia            | Vettura     |  |  |  |  |     |  |  |     |  |  |     |  |  |  |  |  |  |  |  |  |  |  |  |  | Punti | Pos. |
| ---- | ------------------- | ----------- |  |  |  |  | --- |  |  | --- |  |  | --- |  |  |  |  |  |  |  |  |  |  |  |  |  | ----- | ---- |
| 1958 | Scuderia Centro Sud | 250F T43 F2 |  |  |  |  | Rit |  |  | Rit |  |  | Rit |  |  |  |  |  |  |  |  |  |  |  |  |  | 0     |      |

| 1960 | Scuderia       | Vettura |  |  |  |  |  |  |  |  |   |  |  |  |  |  |  |  |  |  |  |  |  |  |  |  | Punti | Pos. |
| ---- | -------------- | ------- |  |  |  |  |  |  |  |  | - |  |  |  |  |  |  |  |  |  |  |  |  |  |  |  | ----- | ---- |
| 1960 | Pilota Privato | T45     |  |  |  |  |  |  |  |  | 9 |  |  |  |  |  |  |  |  |  |  |  |  |  |  |  | 0     |      |

| 1961 | Scuderia         | Vettura |  |  |    |  |    |     |     |  |  |  |  |  |  |  |  |  |  |  |  |  |  |  |  |  | Punti | Pos. |
| ---- | ---------------- | ------- |  |  | -- |  | -- | --- | --- |  |  |  |  |  |  |  |  |  |  |  |  |  |  |  |  |  | ----- | ---- |
| 1961 | Scuderia Colonia | 21      |  |  | NP |  | 17 | Rit | Rit |  |  |  |  |  |  |  |  |  |  |  |  |  |  |  |  |  | 0     |      |

| 1962 | Scuderia              | Vettura |    |  |  |  |     |    |  |  |  |  |  |  |  |  |  |  |  |  |  |  |  |  |  |  | Punti | Pos. |
| ---- | --------------------- | ------- | -- |  |  |  | --- | -- |  |  |  |  |  |  |  |  |  |  |  |  |  |  |  |  |  |  | ----- | ---- |
| 1962 | Ecurie Pilota Privato | 61 24   | NC |  |  |  | Rit | NQ |  |  |  |  |  |  |  |  |  |  |  |  |  |  |  |  |  |  | 0     |      |

| Legenda | 1º posto     | 2º posto | 3º posto    | A punti         | Senza punti/Non class.  | Grassetto – Pole position Corsivo – Giro più veloce |
| Legenda | Squalificato | Ritirato | Non partito | Non qualificato | Solo prove/Terzo pilota | Grassetto – Pole position Corsivo – Giro più veloce |